# 常冰玉
常冰玉（2002年8月8日—），是中國職業司諾克運動員。2022年12月，他在假球調查中被暫停職業巡迴賽的資格。2023年1月，WPBSA指控他操縱比賽。經過獨立法庭的聽證會後，常冰玉被禁止參加職業比賽兩年，直至2024年12月7日為止。禁賽復出後，他贏得2025年亞太司諾克錦標賽，這使他獲得接下來兩個賽季（2025/26和2026/27）參加世界司諾克巡迴賽的資格。

## 外部連結
- Chang Bingyu at snooker.org